# Three Rivers (Oregon)
Three Rivers é uma Região censo-designada localizada no estado norte-americano de Oregon, no Condado de Deschutes.

## Demografia
Segundo o censo norte-americano de 2000, a sua população era de 2445 habitantes.

## Geografia
De acordo com o United States Census Bureau tem uma área de
24,6 km², dos quais 24,6 km² cobertos por terra e 0,0 km² cobertos por água.

## Localidades na vizinhança
O diagrama seguinte representa as localidades num raio de 52 km ao redor de Three Rivers.